# Santa Pudenziana
Koordinaten: 41° 53′ 54,5″ N, 12° 29′ 43,6″ O
Santa Pudenziana, vollständig Santa Pudenziana al Viminale, lat. Sanctae Pudentianae, gehört zu den ältesten Kirchen in Rom; es ist eine Titelkirche, die im Rang einer Basilica minor steht. Dort finden auch die Gottesdienste der philippinischen Katholiken in Rom statt.

## Lage und Patrozinium
Die Kirche liegt im I. römischen Rione Monti, und zwar im Tal zwischen den Hügeln Viminal und Esquilin sowie zwischen der heutigen Via Urbana (dem antiken Vicus Patricius) und der Via Cesare Balbo, etwa 400 Meter nordwestlich der Basilika Santa Maria Maggiore. Der heutige Eindruck einer Muldenlage etwa 3 Meter unterhalb der Via Urbana darf nicht darüber hinwegtäuschen, dass die Kirche zur Erbauungszeit nur im Apsisbereich an hügeliges Gelände angrenzte, dass damals aber zum Kirchenportal einige Stufen aufwärts geführt haben.
Die Kirche wurde zunächst als Titulus Pudentis oder Titulus Pudentiana bezeichnet (um 384), anschließend auch als Ecclesia Pudentiana (401–417), Anfang des 6. Jahrhunderts erstmals als Sancta Potentiana und im Jahr 745 als Ecclesia tituli sanctae Potentianae. Geweiht wurde sie der römischen Märtyrin Pudentiana. Der Überlieferung zufolge starben die leiblichen Schwestern Pudentiana und Praxedis an der Wende vom 1. zum 2. Jahrhundert in Rom als Märtyrinnen; es sollen Töchter des Paulusschülers Pudens gewesen sein.

## Geschichte und Baubeschreibung

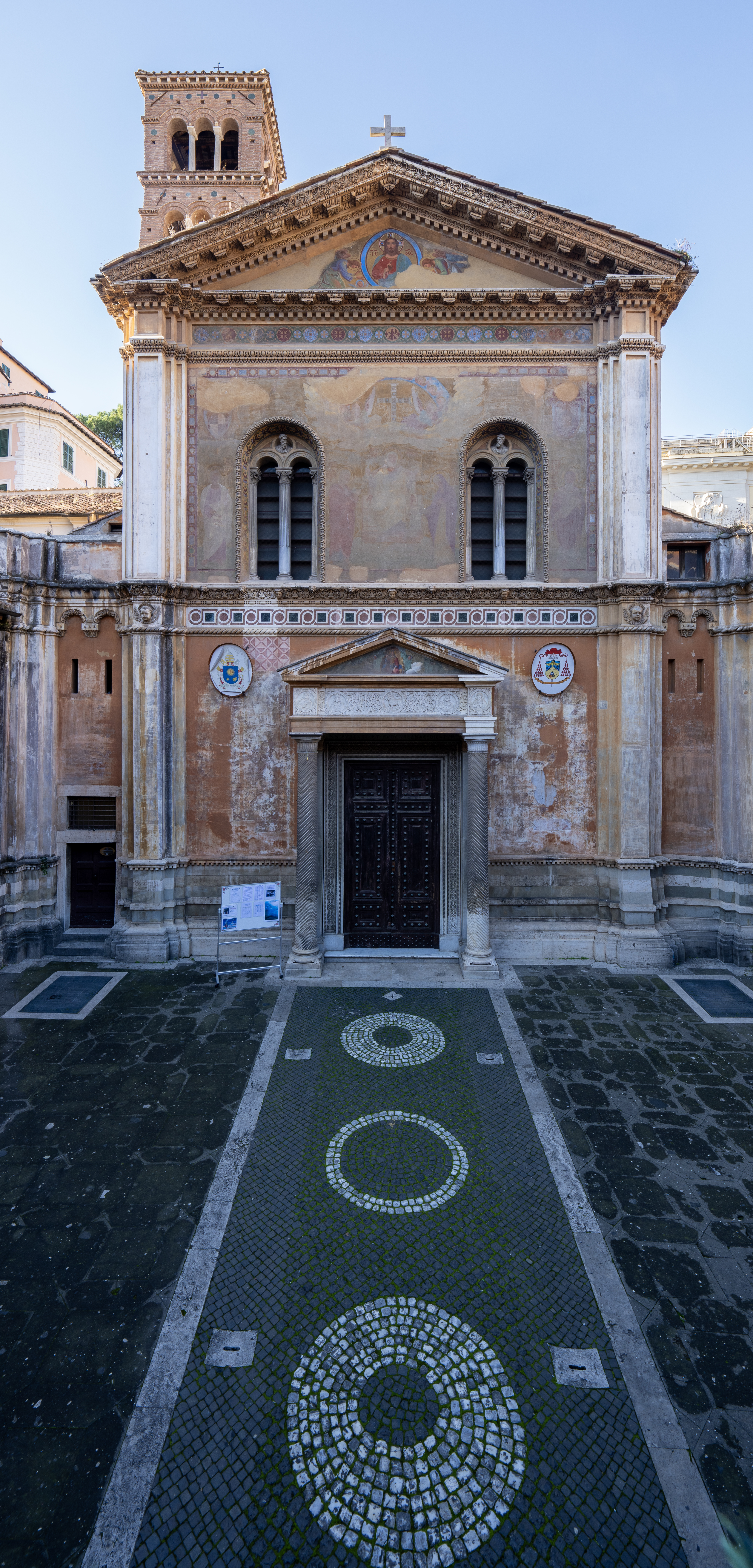
Tief liegender Vorhof und Fassade

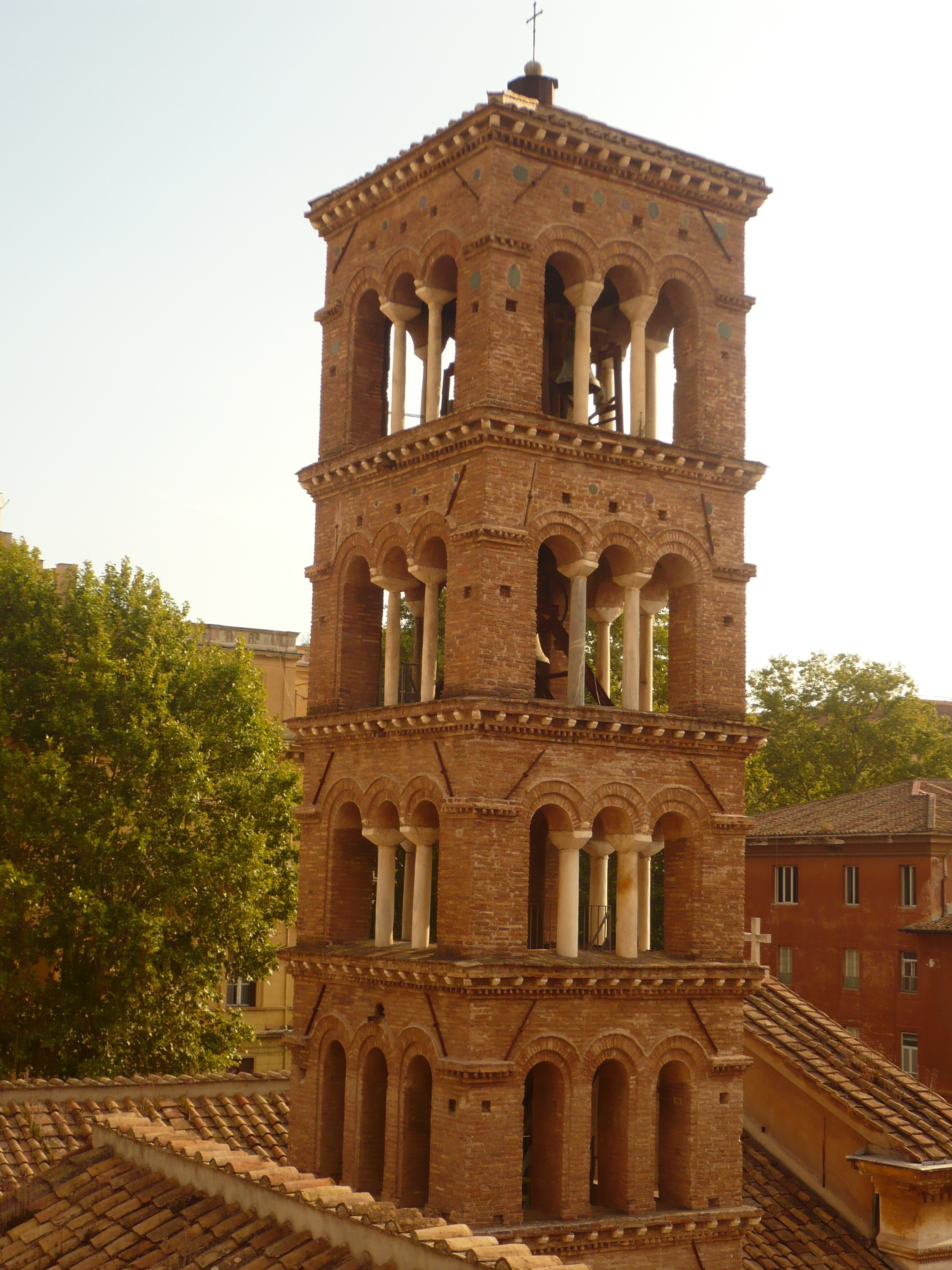
Kirchturm von Santa Pudenziana

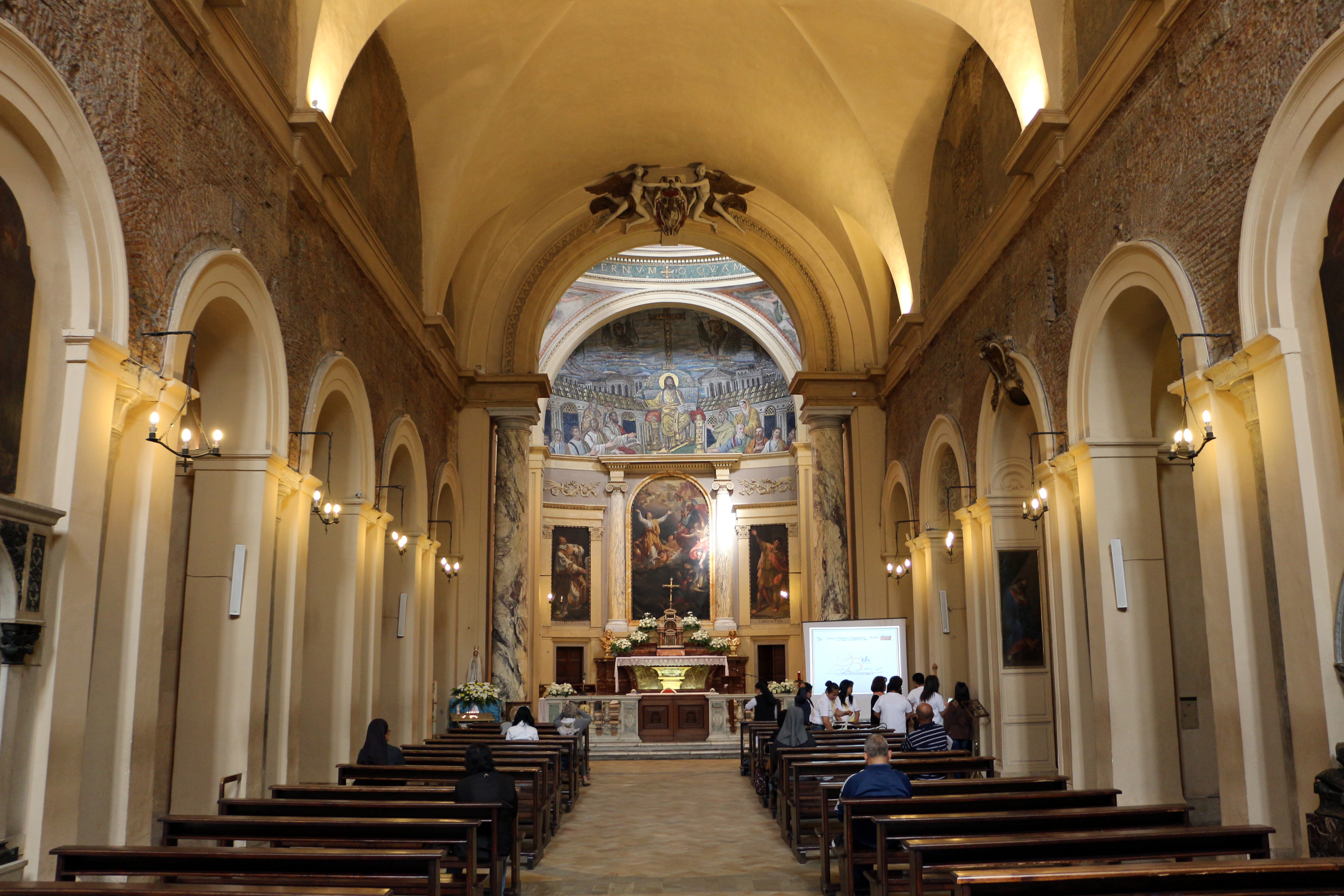
Inneres

Unterhalb der Kirche befinden sich die – aus Sicherheitsgründen nur ausnahmsweise öffentlich zugänglichen – Überreste römischer Gebäude aus dem 1. und 2. Jahrhundert.
Bereits im Jahr 384 (oder kurz vorher) wurde unter Bischof Damasus I. (366–384) in dem dichtbesiedelten Stadtteil Subura der Titulus Pudentis gegründet; das ergibt sich aus der Grabinschrift des damals dort tätigen Lectors Leopardus. Eine weitere Inschrift auf den Schrankenplatten des frühchristlichen Presbyteriums besagt, dass anschließend unter Bischof Siricius (384–399) die Ausstattung und Einrichtung des Altarraums von den Presbytern Ilicius, Maximus und Leopardus gestiftet wurden. Schließlich besagt die Widmungsinschrift der drei genannten Presbyter unter dem um 415 entstandenen Apsismosaik, dass der Bau dieser reich ausgestatteten frühchristlichen Kirche unter dem Episkopat von Innozenz I. (401–417) vollendet wurde.
Die erste Kirche wurde um 384 in einer römischen Apsidenhalle eingerichtet, die zu einem größeren Baukomplexes des 2. Jahrhunderts gehörte. Der Verwendungszweck ist nicht bekannt; vielleicht handelte es sich um die zu dem Privathaus Domus Pudentiana gehörende Thermenanlage. Auf den verwendeten Mauerziegeln fanden sich Stempel der Ziegelei des Quintus Servilius Pudens, der Mitglied einer bekannten römischen Familie des 2. Jahrhunderts war. Diese Familie könnte auch Eigentümer der Domus Pudentiana gewesen sein, die dann vielleicht durch einen Nachkommen im 4. Jahrhundert auf die christliche Gemeinde zur Einrichtung der Titelkirche übertragen wurde.
Die Frage, ob die Bezeichnung der Kirche auf den damaligen Hauseigentümer (und möglichen weiteren Stifter) aus der Pudensfamilie zurückzuführen ist, oder ob ein Zusammenhang mit den Märtyrinnen Pudentiana und Praxedis besteht, wird unterschiedlich beantwortet. Der Kunsthistoriker Beat Brenk führte dazu aus:

„Der Name Pudentiana ist nichts anderes als ein Adjektiv, das offenbar bereits mit der Domus und dem Thermensaal in Verbindung stand, denn bei den Grabungen kam ein Ziegelstempel mit dem Namen Q. Servilio Pudente von 128–133 zum Vorschein, in welchem man einen Anknüpfungspunkt für den Namen des Hauses erblicken könnte.“

Beim Umbau der antiken Apsidenhalle zum Titulus Pudentis wurden die Arkaden tragenden sechs Pfeiler auf jeder Seite und die Obergaden mit Rundbogenfenstern zunächst beibehalten. Aus dem flachen Wandabschluss im Westen entstand die Apsis; aus den seitlichen Korridoren wurden Seitenschiffe; den Eingang verlegte man auf die Ostseite. Der dreischiffige basilikale Bau hatte die Ausmaße von ca. 27,5 × 17 Meter. Anfang des 5. Jahrhunderts wurde als Abschluss des linken Seitenschiffs noch eine Petruskapelle eingebaut.
Gegen Ende des 8. Jahrhunderts ließ Papst Hadrian I. (772–795) eine Restaurierung durchführen und das Langhaus der Kirche um zwei Joche nach Osten erweitern und mit einer erneuerten Fassade versehen. Gleichzeitig wurden die noch aus der antiken Apsidenhalle stammenden Arkadenpfeiler durch spätantike Säulen mit Palmettenkapitellen des 4. Jahrhunderts ersetzt. Ende des 11. Jahrhunderts entstand als Anbau an die Mitte des linken Seitenschiffs die Kapelle zu Ehren der hll. Pastor und Johannes der Täufer, im 16. Jahrhundert umgewidmet und neu gestaltet als Grabkapelle der Familie Caetani; mit der prächtigen Marmorarchitektur und Mosaikausstattung gehört sie zu den reichsten Familienkapellen in Rom. Der fünfgeschossige Campanile stammt aus dem 12./13. Jahrhundert.
Um 1588 unter Papst Sixtus V. (1585–1590), der die Kirche den Feuillanten zur Klostergründung überwies, erhielt die Kirche ihre heutige Gestalt. Aus der dreischiffigen Basilika wurde eine einschiffige Wandpfeilerkirche mit Nischen hinter den alten Arkadenbögen, Tonnengewölbe, ovaler Kuppel über dem Altarraum und mit Seitenkapellen, darunter auch die Grabkapelle der Familie Caetani der Architekten Francesco da Volterra und Carlo Maderno. Im Innern entfernte man die Schola cantorum und den alten Bodenbelag.
1870 entstand die Freitreppe zwischen der Via Urbana und dem tiefer liegenden Vorhof der Kirche; gleichzeitig wurde die Fassade neugestaltet und dabei der ehemalige Portalfries aus dem 11. Jahrhundert erneut verwendet.

## Ausstattung

### Apsismosaik

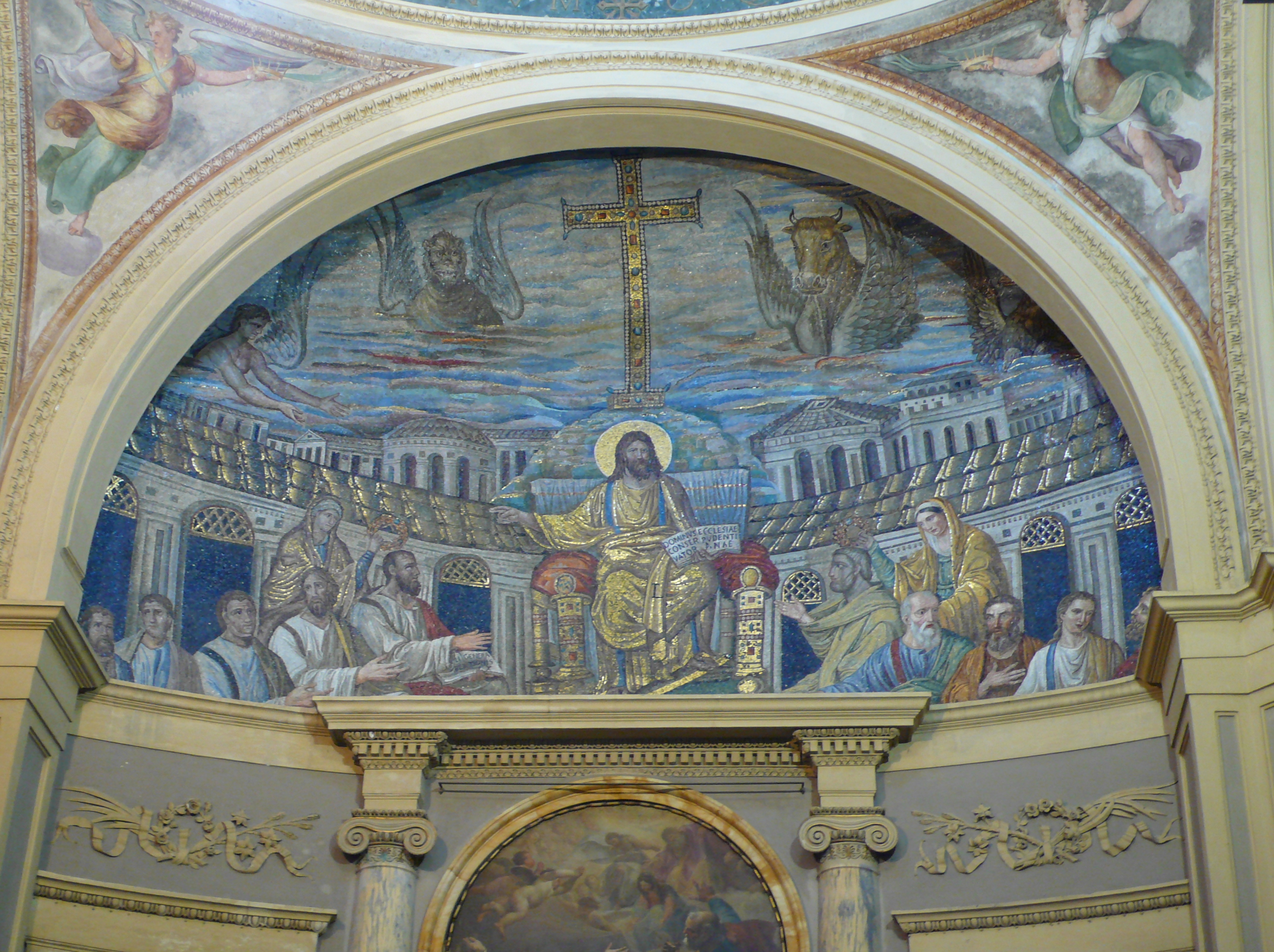
Apsismosaik (um 415)

Das kostbarste zur Erstausstattung der frühchristlichen Basilika gehörende Kunstwerk ist das große Mosaik in der Apsis. Dieses unter Papst Innozenz I. (401–417) entstandene Werk ist nach den Mosaiken im Mausoleum der Constantia (um 370) das älteste erhalten gebliebene christliche Mosaik. Auch hinsichtlich der künstlerischen Ausführung gilt es als eines der bedeutendsten Werke der frühchristlichen Kunst.
Beim Einbau der Chorkuppel im Jahr 1588 und während der Restaurierungen des 18. Jahrhunderts gingen Teile des Apsismosaiks verloren. Dazu zählen zwei Apostel an den Rändern, Teile der Fußbank vor Christus und eine darunter abgebildete Taube als Symbol für den Heiligen Geist sowie das Lamm Gottes und eine Lämmerprozession aus den Stadttoren von Bethlehem und Jerusalem an den Bildrändern. Außerdem sind die beiden äußeren apokalyptischen Wesen nicht mehr ganz sichtbar. Eine Zeichnung von Alfonso Chacón, die unmittelbar vor dem Einbau der Chorkuppel entstand, dokumentiert den ursprünglichen Zustand. Im 19. Jahrhundert wurden – deutlich sichtbar – Fehlstellen ergänzt, vor allem Teile der um Petrus versammelten Personengruppe.
Im Zentrum sitzt Christus mit Nimbus, langem Haar und Bart, gekleidet wie ein kaiserlicher Herrscher, auf einem breiten, edelsteingeschmückten Thron. Seine Rechte hat er im Redegestus erhoben, in der Linken hält er ein aufgeschlagenes Buch, in dem er als Schutzherr der Kirche der Pudentiana bezeichnet wird. Es ist das Bild einer Lehrversammlung mit Christus als lehrendem Philosophen. Neben ihm sitzen die mit erhobenen Händen diskutierenden Apostel, die zu den Rändern hin immer kleiner werden. Die als einzige im Profil dargestellten Apostel Petrus (rechts) und Paulus (links) werden bekränzt von zwei Frauen als Personifikationen der aus Judenchristen (Ecclesia ex circumcisione) und Heidenchristen (Ecclesia ex gentibus) bestehenden Kirche. Es ist die früheste künstlerische Darstellung dieses Themas mit der Auszeichnung der beiden Apostel für die Bekehrung der Juden durch Petrus und die Mission unter den Heiden durch Paulus.
Im Hintergrund wird ein halbkreisförmiger, mit vergoldeten Ziegeln gedeckter Bogengang sichtbar und darüber das himmlische Jerusalem. Hinter der Stadtsilhouette erhebt sich der Berg Golgotha mit dem monumentalen Gemmenkreuz, umgeben von den (ursprünglich vier) Evangelistensymbolen (von links): der Mensch für Matthäus, der Löwe für Markus, der Stier für Lukas und der Adler für Johannes. Durch den apokalyptischen Bezug erfährt das Mosaik eine eschatologische Deutung, die Christus und seine Apostel als Gerichtstribunal darstellen.

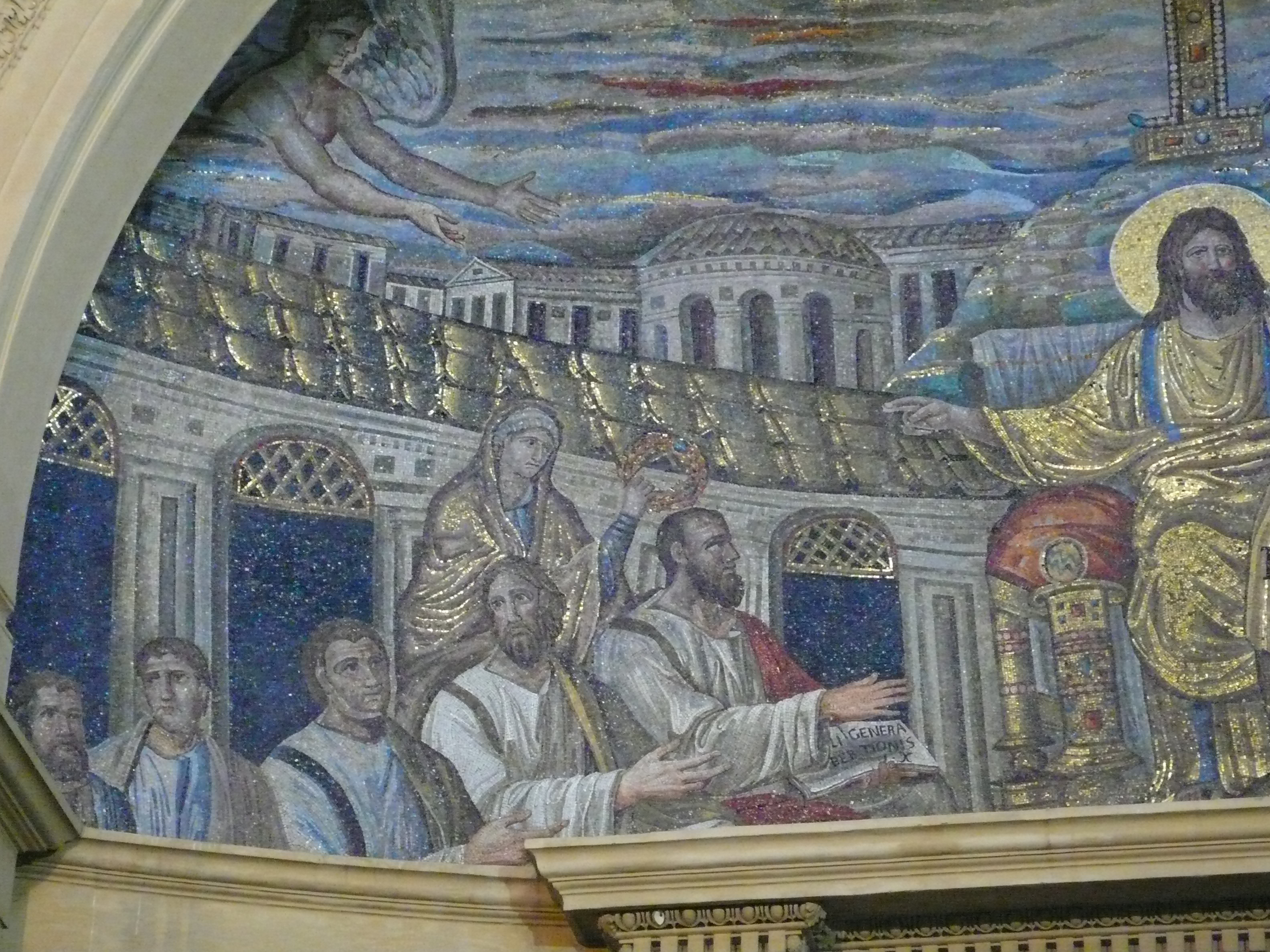
Linke Hälfte des Apsismosaiks
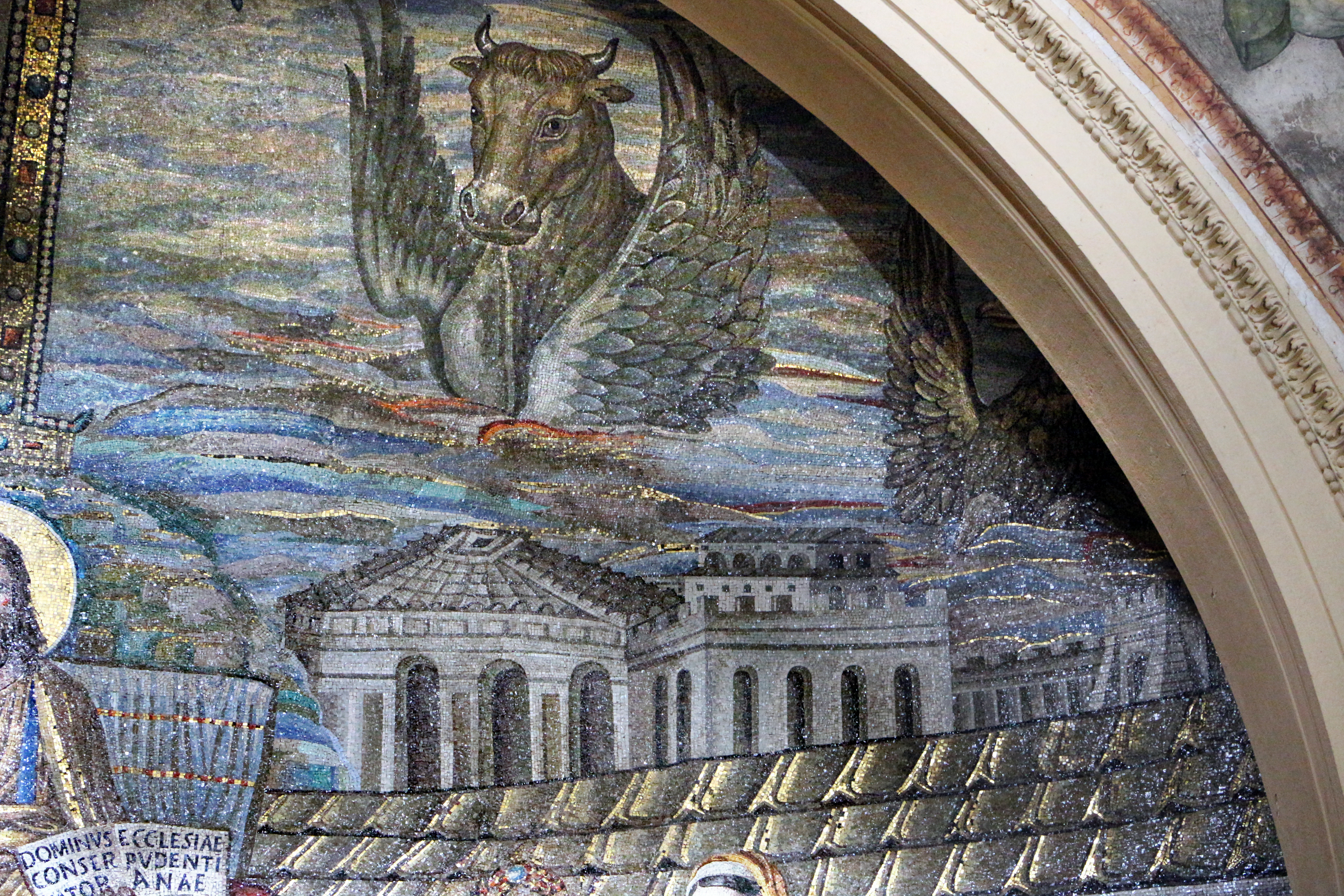
Evangelistensymbol des hl. Lukas
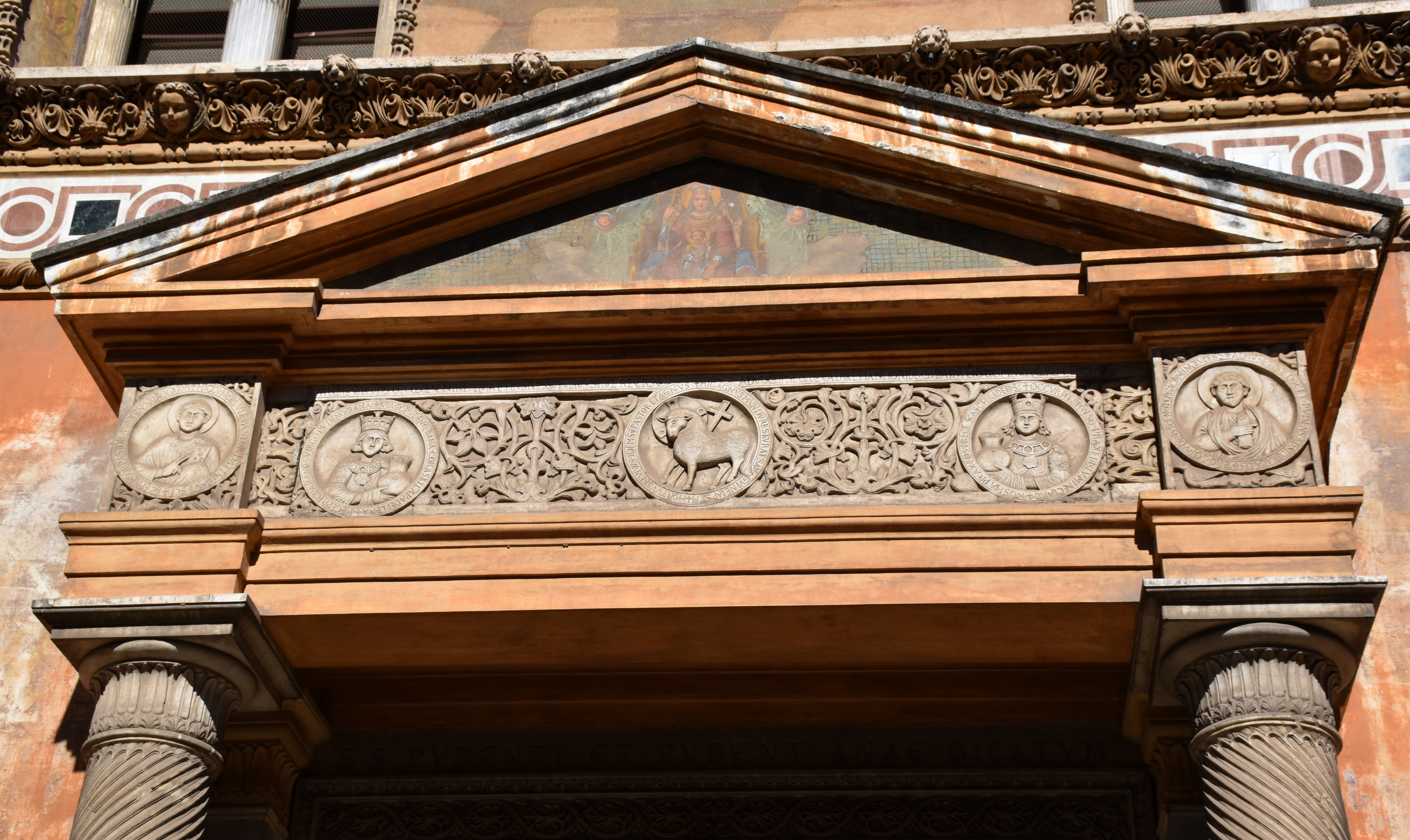
Fries am Portalvorbau (11. Jh.)
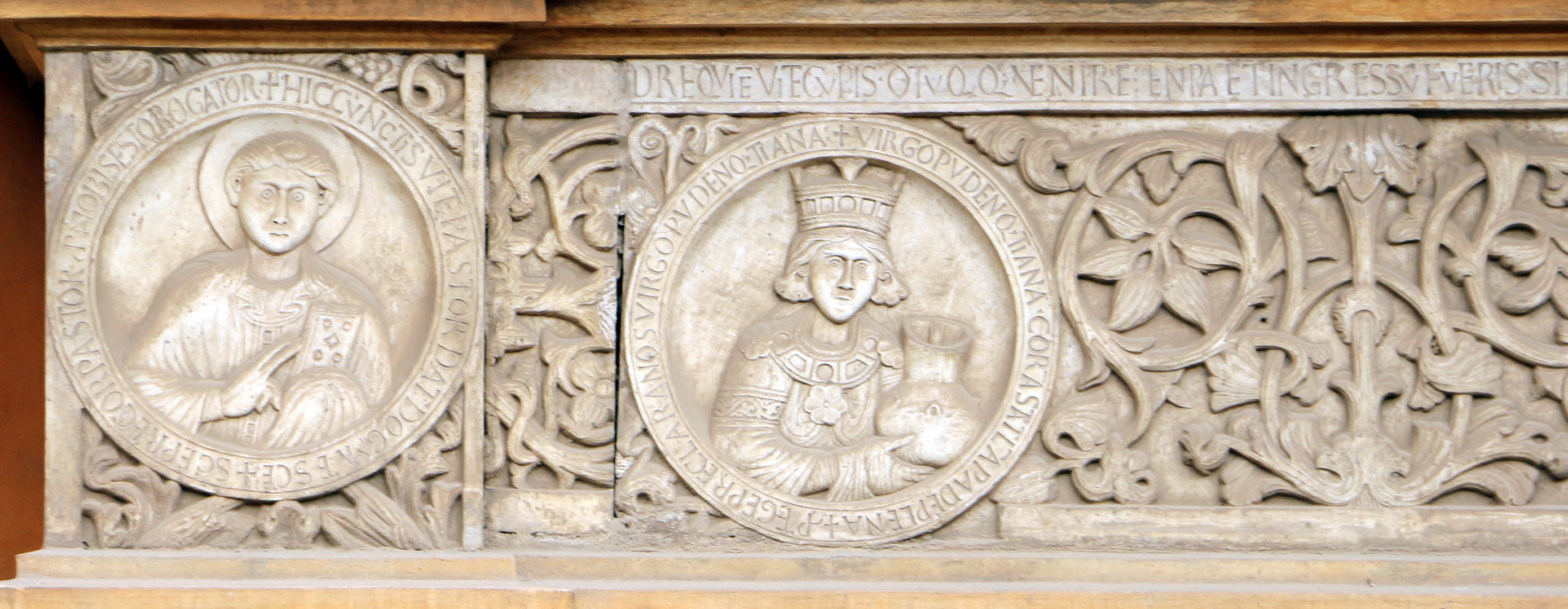
Hll. Pastor und Pudentiana vom Portalvorbau
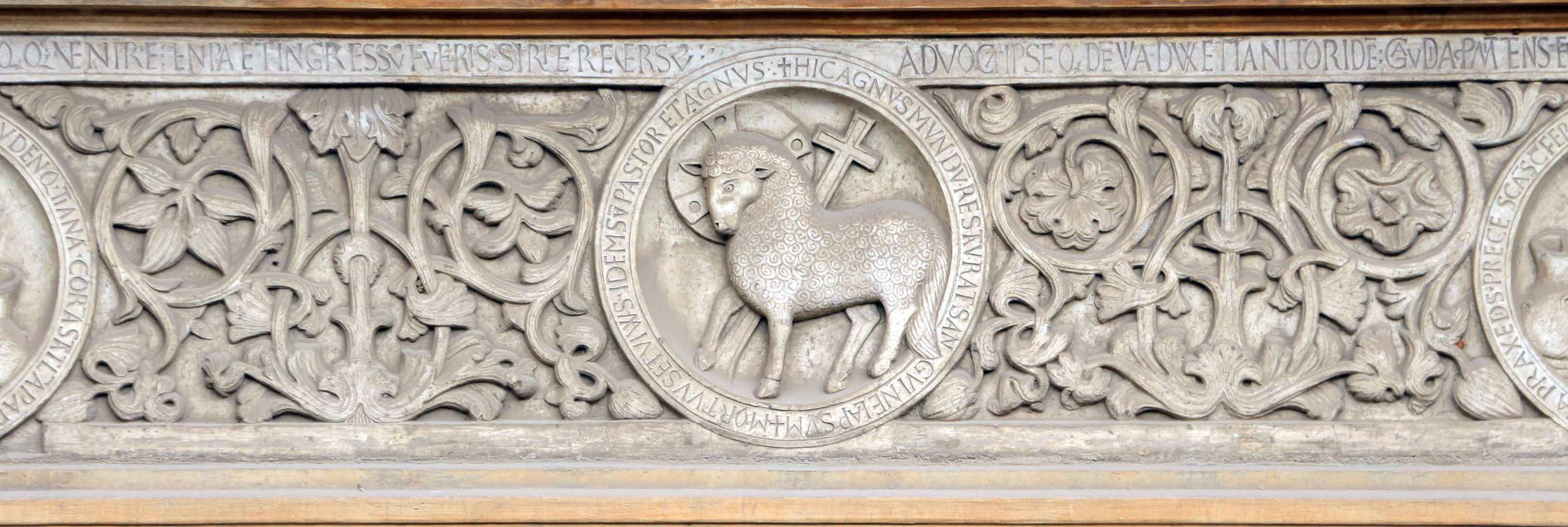
Agnus Dei auf dem Portalfries
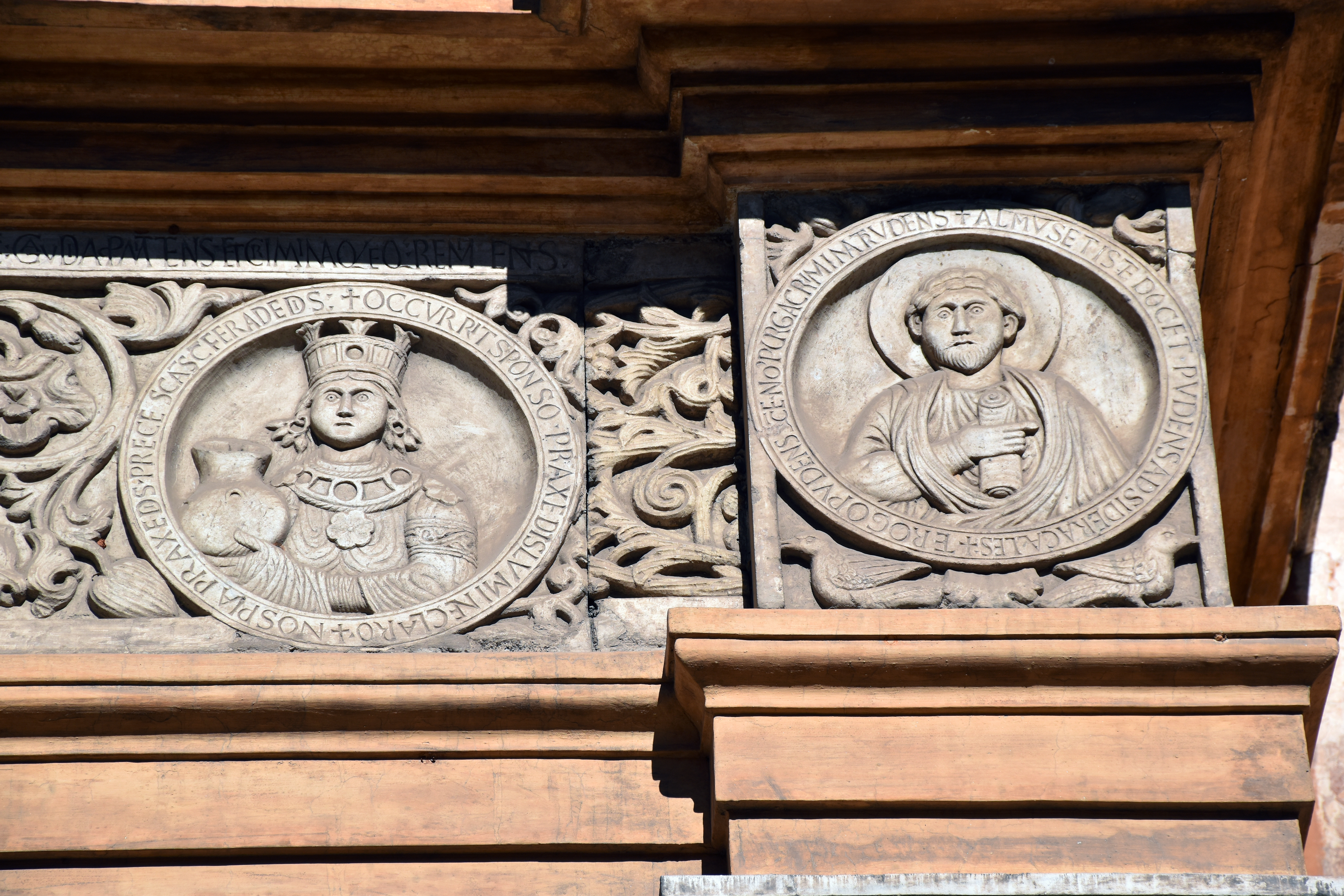
Hll. Praxedis und Pudens vom Portalvorbau

### Portalvorbau
Der Marmorfries über dem Portal der Kirche stammt aus dem 11. Jahrhundert. Darauf sind zwischen Blattranken fünf Medaillons abgebildet (von links): der hl. Pastor (als Priester des Titulus mit Buch), Pudentiana (Tochter des Pudens, als kluge Jungfrau mit Krone und Ölkrug), Agnus Dei, Praxedis (Schwester der Pudentiana), Pudens (mit Toga des römischen Bürgers und Schriftrolle). Jedes Medaillon hat auf der Randleiste eine Umschrift.

### Oratorium Marianum

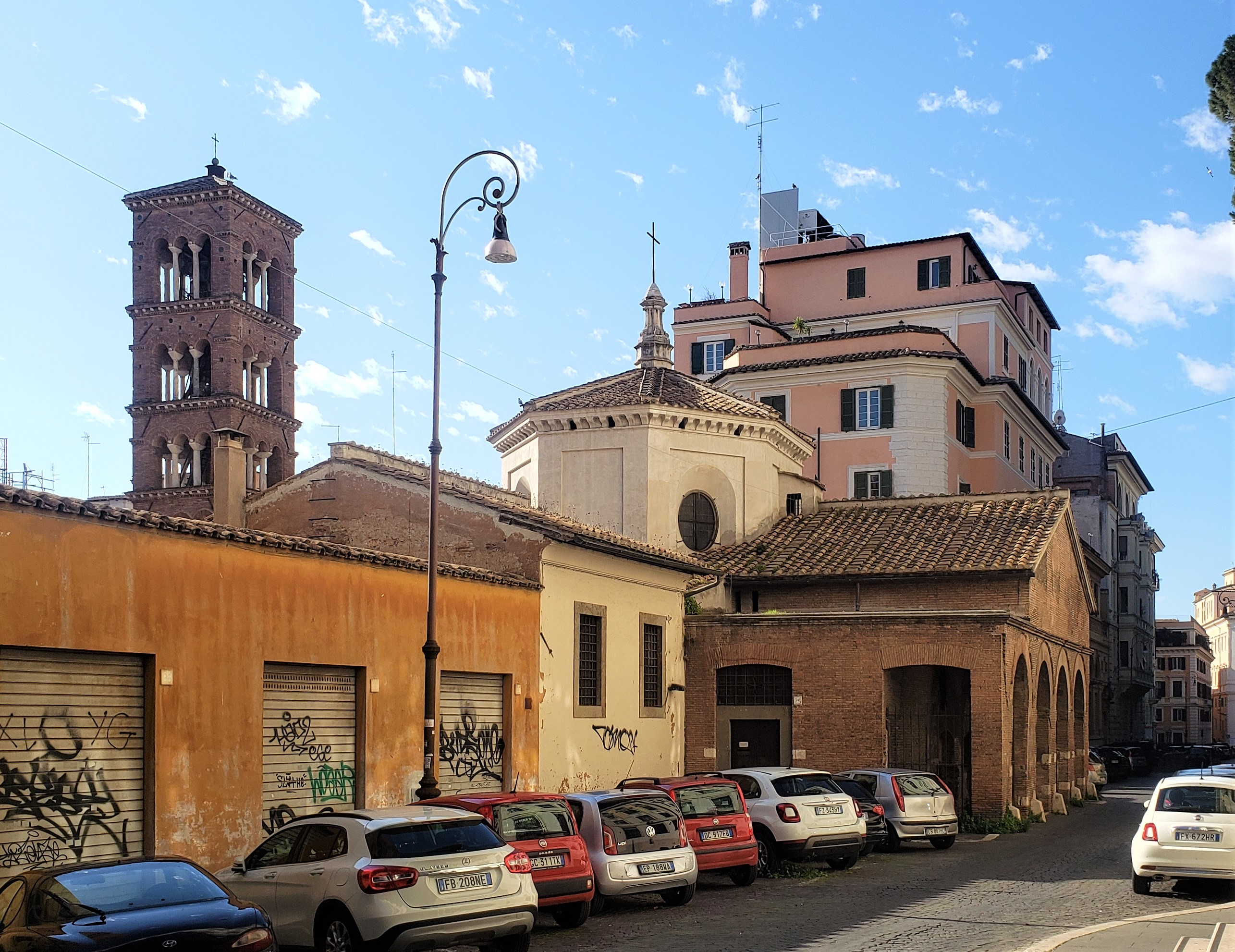
Campanile und Oratorium

Zwischen der Apsisaußenwand und der Via Cesare Balbo besteht seit dem 9. Jahrhundert eine Marienkapelle, und zwar in den Mauerresten des antiken Gebäudekomplexes, in dem sich wahrscheinlich die Hauskirche des 2. Jahrhunderts befunden hatte. In der Kapelle sind Wandmalereien des 9. bis 11. Jahrhunderts erhalten geblieben: An der Altarwand (Apsisrückwand) die Gottesmutter mit dem Kind zwischen Pudentiana und Praxedis, die mit verhüllten Händen die Krone des Martyriums präsentieren. Linke Wand: der hl. Paulus predigt im Haus des Pudens; Paulus tauft Timotheus und Novatus (Söhne des Pudens); Taufe von Pudentiana und Praxedis. Im Kreuzgewölbe die vier Evangelistensymbole und das Lamm Gottes.
Der rückwärtige Portalbau mit den vier offenen Rundbogen zur Via Cesare Balbo gehört zu den antiken Gebäuderesten des 2. Jahrhunderts und wurde 1931 wieder in den ursprünglichen Zustand versetzt.

### Chorschranken
Zu den wertvollen Teilen der Originalausstattung, die bis ins 16. Jahrhundert erhalten geblieben waren, zählten die Chorschranken im Presbyterium samt Ambonen und Bischofsthron. Sie wurden beim Umbau der Kirche in den 1580er-Jahren entfernt. Die heutige Fassung ist eine Rekonstruktion aus dem 20. Jahrhundert unter Verwendung von Fragmenten des Originals.

### Katakombe
Unter der Mitte des heutigen Kirchenschiffs hat sich innerhalb des Gebäudekomplexes des 2. Jahrhunderts ein unterirdischer Raum (in der Fachliteratur als „Katakombe“ bezeichnet) mit einem Wandbild des 8. oder 9. Jahrhunderts erhalten. Trotz des schlechten Zustands sind auf dem Bild die hll. Paulus, Praxedis und Pudentiana zu erkennen.

## Öffnungszeiten
Die Kirche ist von 08:30 bis 12 Uhr sowie von 15 bis 18 Uhr geöffnet.

## Kardinalpriester
- Liste der Kardinalpriester von Santa Pudenziana